# Jim Corbett
Edward James "Jim" Corbett (25 de julho de 1875 em Nainital, Índia - 19 de abril de 1955 Nyeri, Quênia) foi um lendário caçador britânico que posteriormente se tornou conservacionista, autor e naturalista, conhecido por caçar um grande número de tigres e leopardos devoradores de homens na Índia, famoso por derrubar principalmente o lendário Tigre de Champawat, uma fêmea de tigre-de-bengala que causou 436 mortes comprovadas, Jim Corbett matou-a a tiros de espingarda, em 1907
Corbett ocupou o posto de coronel no Exército da Índia Britânica e era frequentemente chamado pelo governo das Províncias Unidas de Agra e Oudh, agora os estados indianos de Uttar Pradesh e Uttarakhand, para matar tigres e leopardos que estavam atacando pessoas nas proximidades de aldeias das regiões de Garhwal e Kumaon. Seus sucessos lhe valeram o respeito de longa data e fama em Kumaon.
Ele era um fotógrafo ávido e após sua aposentadoria escreveu diversos livros, entre eles: Man-Eaters de Kumaon, Jungle Lore, e outros narrando suas caçadas e experiências, os quais receberam aclamação da crítica e sucesso comercial. Mais tarde, Corbett falou na necessidade de proteger a vida selvagem da Índia de extermínio e desempenhou um papel fundamental na criação de uma reserva nacional para o ameaçado tigre-de-bengala. Em 1957, o parque nacional foi renomeado Jim Corbett National Park em sua honra.
Corbett preferia caçar sozinho e a pé. Ele freqüentemente caçava em companhia de Robin, um cão pequeno que ele descreve na sua obra Man-Eaters de Kumaon. Às vezes Corbett assumiu grandes riscos pessoais para salvar vidas, sendo profundamente respeitado onde ele trabalhava.

## O caçador virou conservacionista
Corbett comprou sua primeira câmera no final de 1920 e, inspirado por seu amigo Frederick Walter Champion, começou a fotografar tigres. Apesar de ter um conhecimento profundo da selva, era uma tarefa difícil obter boas fotos devido os animais serem extremamente tímidos.
Corbett tornou-se profundamente preocupado com o habitat e destino dos tigres; ele não matou um tigre sem a confirmação de que este matou pessoas. Ele fez palestras sobre o patrimônio natural e da necessidade de conservar as florestas e sua vida selvagem. Ele promoveu a fundação da Associação de Preservação nas Províncias Unidas e da Conferência All-Índia para a Preservação da Vida Selvagem. Junto com Frederick ele desempenhou um papel fundamental no estabelecimento de primeiro parque nacional da Índia no Kumaon Hills, o Parque Nacional de Hailey, inicialmente nomeado após Sir Malcolm Hailey. O parque foi rebatizado em honra de Corbett, em 1957.

## Livros
- Jungle Stories.

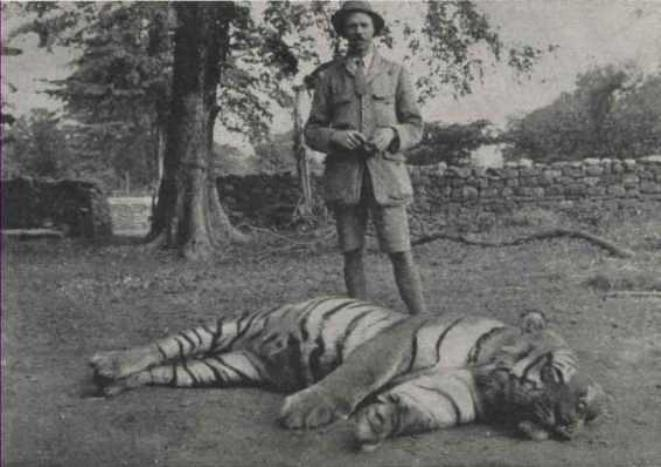
Jim Corbett.

- Man-Eaters of Kumaon. Oxford University Press, Bombay 1944
- The Man-eating Leopard of Rudraprayag. Oxford University Press, 1947
- My India. Oxford University Press, 1952
- Jungle Lore. Oxford University Press, 1953
- The Temple Tiger and More Man-eaters of Kumaon. Oxford University Press, 1954
- Tree Tops. Oxford University Press, 1955 (novela)
- Jim Corbett's India - Selections by R. E. Hawkins. Oxford University Press, 1978
- My Kumaon: Uncollected Writings. Oxford University Press, 2012